# Chaouilley
Chaouilley est une commune française située dans le département de Meurthe-et-Moselle en région Grand Est.

## Géographie
| Étreval        | Vroncourt  | Forcelles-Saint-Gorgon |
| Thorey-Lyautey | Chaouilley | Praye                  |
|                | Vaudémont  | Saxon-Sion             |

### Hydrographie
La commune est dans le bassin versant du Rhin au sein du bassin Rhin-Meuse. Elle est drainée par le ruisseau du Tabourin,.

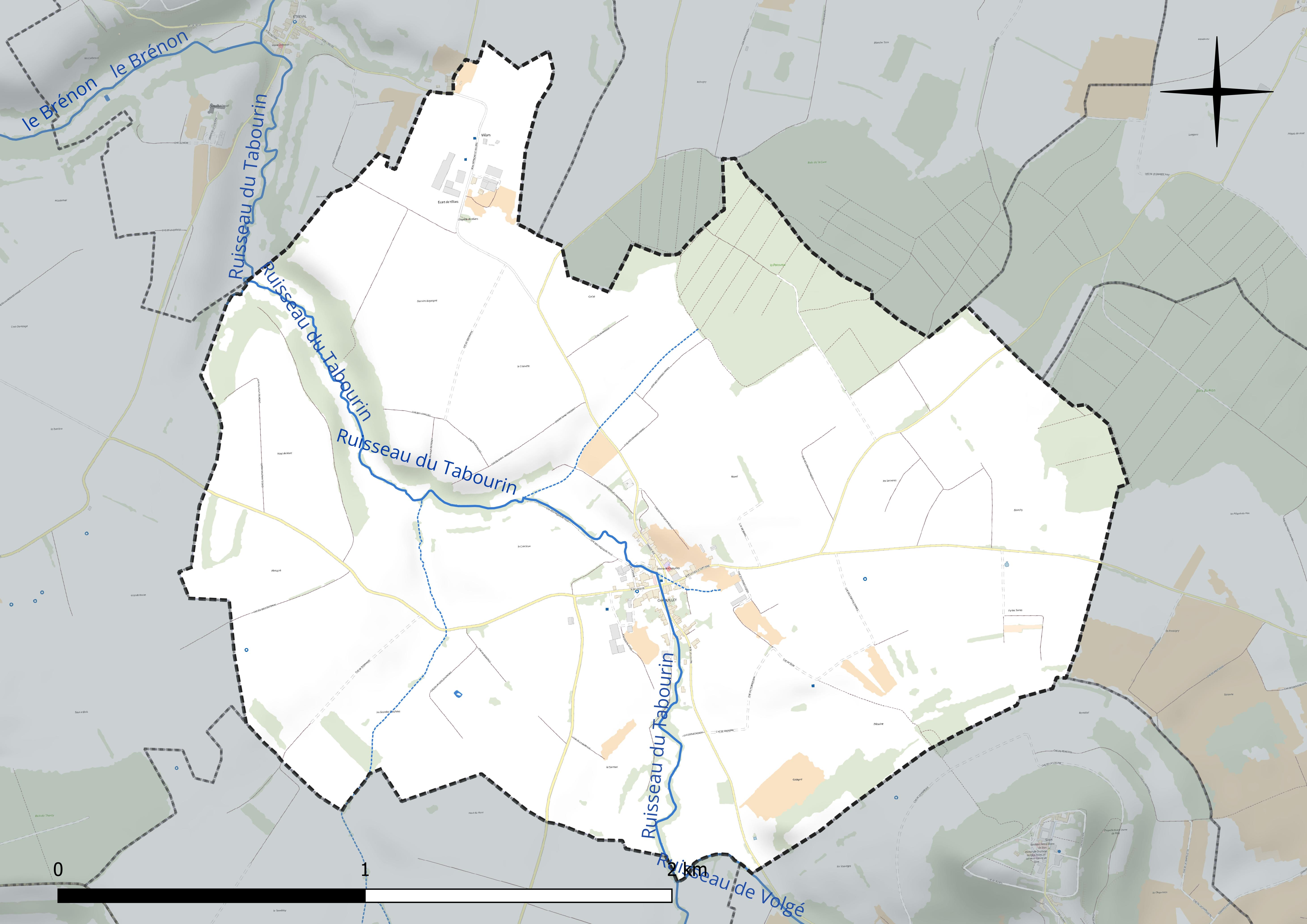
Réseau hydrographique de Chaouilley.

### Climat
Pour des articles plus généraux, voir Climat du Grand Est et Climat de Meurthe-et-Moselle.
En 2010, le climat de la commune est de type climat de montagne, selon une étude du Centre national de la recherche scientifique s'appuyant sur une série de données couvrant la période 1971-2000. En 2020, Météo-France publie une typologie des climats de la France métropolitaine dans laquelle la commune est dans une zone de transition entre le climat océanique altéré et le climat océanique altéré et est dans la région climatique  Lorraine, plateau de Langres, Morvan, caractérisée par un hiver rude (1,5 °C), des vents modérés et des brouillards fréquents en automne et hiver. 
Pour la période 1971-2000, la température annuelle moyenne est de 9,5 °C, avec une amplitude thermique annuelle de 16,9 °C. Le cumul annuel moyen de précipitations est de 960 mm, avec 12,7 jours de précipitations en janvier et 9,7 jours en juillet. Pour la période 1991-2020, la température moyenne annuelle observée sur la station météorologique de Météo-France la plus proche, « Mirecourt-inra », sur la commune de Mirecourt à 16 km à vol d'oiseau, est de 10,4 °C et le cumul annuel moyen de précipitations est de 824,3 mm. 
La température maximale relevée sur cette station est de 39,5 °C, atteinte le 25 juillet 2019 ; la température minimale est de −19,5 °C, atteinte le 20 décembre 2009,,. 
Les paramètres climatiques de la commune ont été estimés pour le milieu du siècle (2041-2070) selon différents scénarios d'émission de gaz à effet de serre à partir des nouvelles projections climatiques de référence DRIAS-2020. Ils sont consultables sur un site dédié publié par Météo-France en novembre 2022.

## Urbanisme

### Typologie
Au 1er janvier 2024, Chaouilley est catégorisée commune rurale à habitat dispersé, selon la nouvelle grille communale de densité à sept niveaux définie par l'Insee en 2022.
Elle est située hors unité urbaine. Par ailleurs la commune fait partie de l'aire d'attraction de Nancy, dont elle est une commune de la couronne,. Cette aire, qui regroupe 353 communes, est catégorisée dans les aires de 200 000 à moins de 700 000 habitants,.

### Occupation des sols
L'occupation des sols de la commune, telle qu'elle ressort de la base de données européenne d’occupation biophysique des sols Corine Land Cover (CLC), est marquée par l'importance des territoires agricoles (88 % en 2018), une proportion identique à celle de 1990 (88 %). La répartition détaillée en 2018 est la suivante : prairies (41,7 %), terres arables (39 %), zones agricoles hétérogènes (7 %), forêts (7 %), zones urbanisées (5 %), cultures permanentes (0,3 %). L'évolution de l’occupation des sols de la commune et de ses infrastructures peut être observée sur les différentes représentations cartographiques du territoire : la carte de Cassini (XVIIIe siècle), la carte d'état-major (1820-1866) et les cartes ou photos aériennes de l'IGN pour la période actuelle (1950 à aujourd'hui).

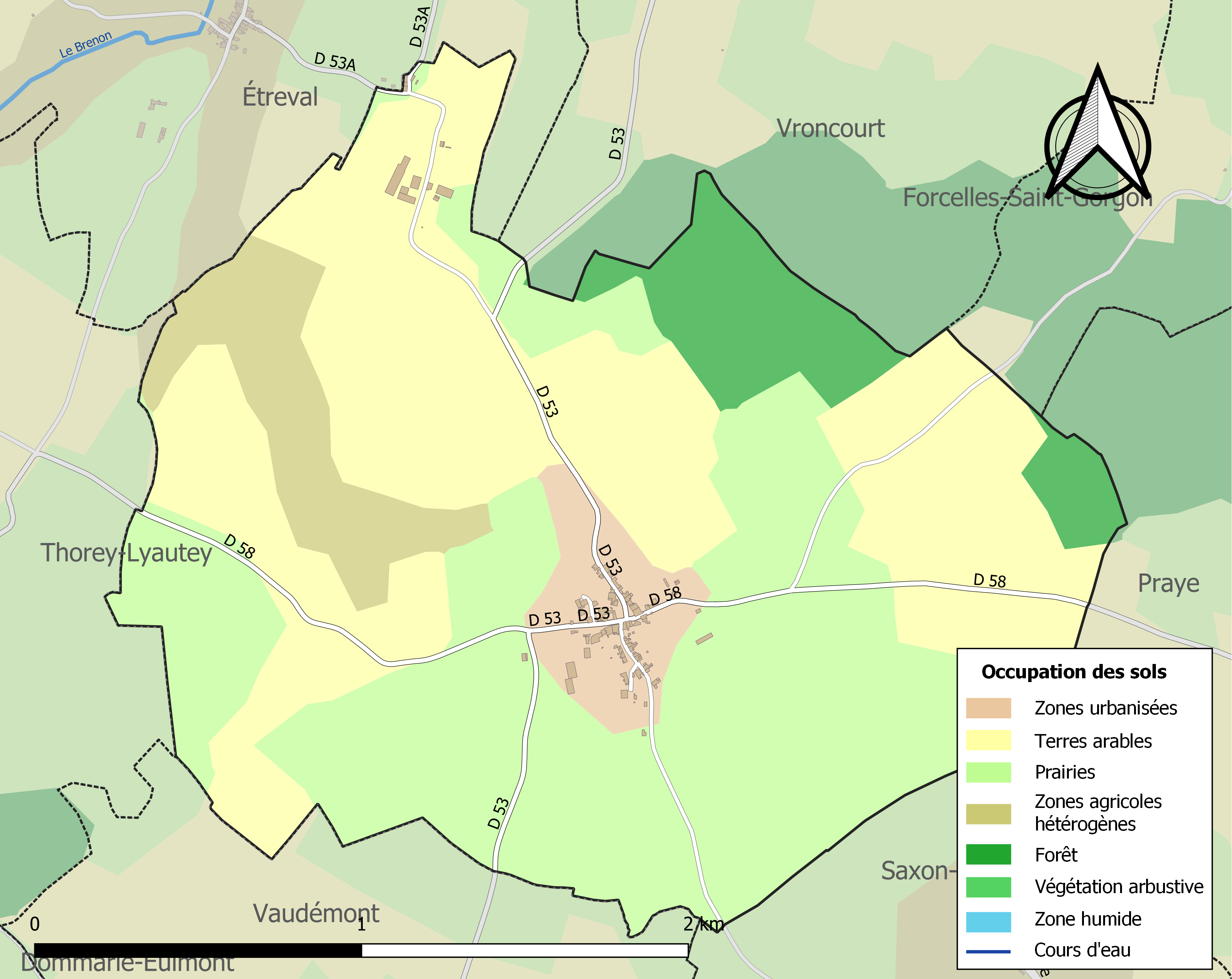
Carte des infrastructures et de l'occupation des sols de la commune en 2018 (CLC).

## Toponymie
Anciennes mentions : Chidulfo villa in pago Suggentinse (Saintois) en 770, Caulei villa vers 976-1018, Capella de Cheuliaco en 1065, Sully en 1319, Cheulley en 1396, Chawilly en 1451, Chaoüillet en 1751, Chaouilley ou Xaouilley en 1779.
L'attestation de 770 est toutefois jugée peu sûre par Albert Dauzat et Charles Rostaing, qui suggèrent une origine basée sur le nom d'homme latin Catulliacus/Cadulliacus, comme pour Chélieu.
Le toponyme Chaouilley possède la particularité de contenir une seule fois chacune des six voyelles (particularité que l’on retrouve dans d’autres communes comme Nyoiseau, Royaumeix, ou Pouillenay).

## Histoire
- Présence gallo-romaine.
- Une nécropole mérovingienne, fouillée en 1902[17], a donné 204 pièces de mobilier (fibules, boucles de ceinture cloisonnées, armes, dont un remarquable scramasaxe, etc.). L'essentiel est au musée des Antiquités nationales à Saint-Germain-en-Laye.

## Politique et administration

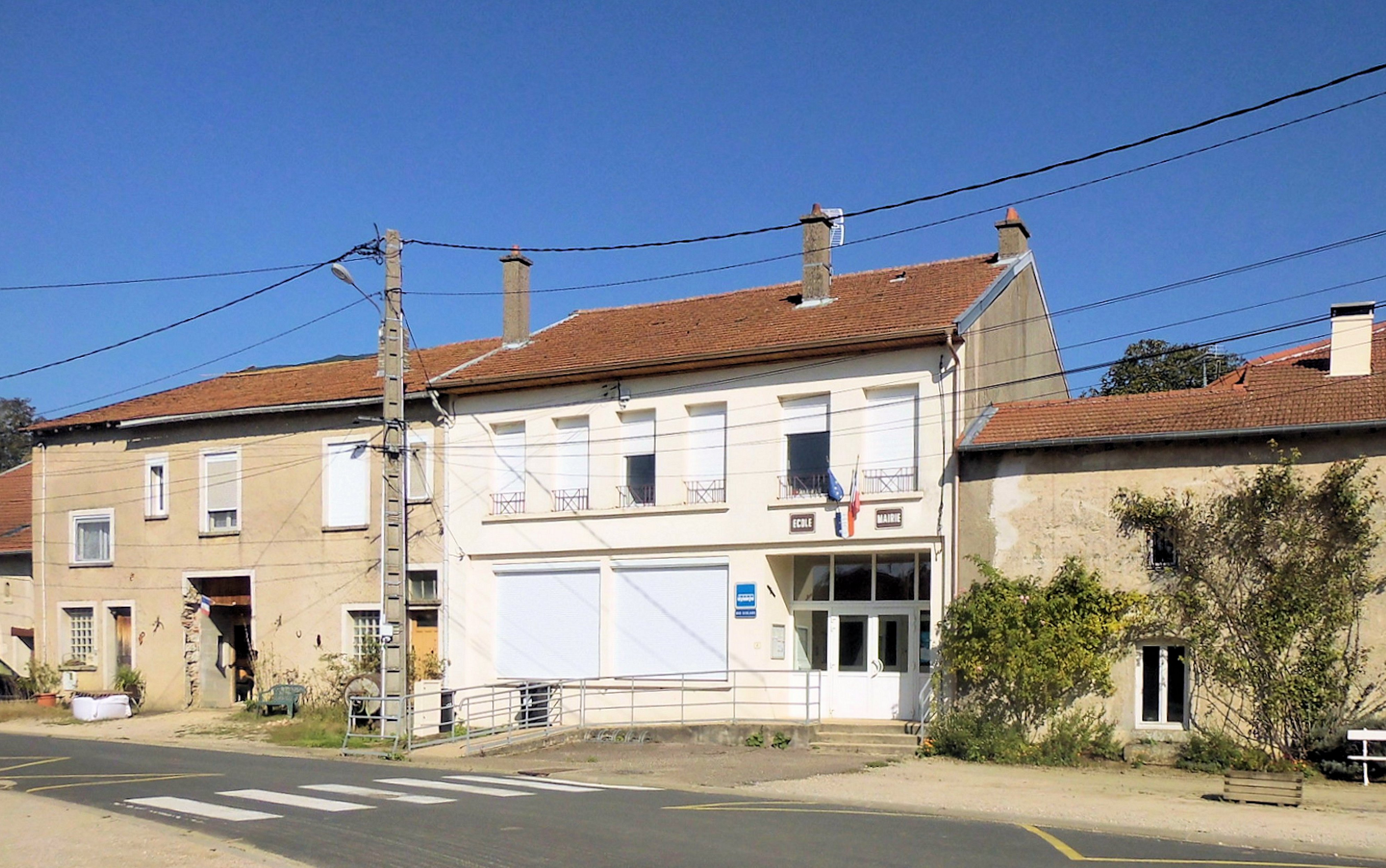
La mairie-école.

| Période                                  | Période                   | Identité                                      | Étiquette | Qualité                                                   |
| ---------------------------------------- | ------------------------- | --------------------------------------------- | --------- | --------------------------------------------------------- |
| Les données manquantes sont à compléter. |                           |                                               |           |                                                           |
| avant 1988                               | ?                         | Jacques Colin                                 |           |                                                           |
| mars 2001                                | mars 2008                 | Philippe Maheux                               |           |                                                           |
| mars 2008                                | juin 2012                 | Jean-Pierre Rabuel                            |           |                                                           |
| juin 2012                                | En cours (au 23 mai 2020) | Éric Perrotez, Réélu pour le mandat 2020-2026 |           | Profession intermédiaire de la santé et du travail social |

## Population et société

### Démographie
L'évolution du nombre d'habitants est connue à travers les recensements de la population effectués dans la commune depuis 1793. Pour les communes de moins de 10 000 habitants, une enquête de recensement portant sur toute la population est réalisée tous les cinq ans, les populations de référence des années intermédiaires étant quant à elles estimées par interpolation ou extrapolation. Pour la commune, le premier recensement exhaustif entrant dans le cadre du nouveau dispositif a été réalisé en 2005.

En 2022, la commune comptait 113 habitants, en évolution de −0,88 % par rapport à 2016 (Meurthe-et-Moselle : −0,13 %, France hors Mayotte : +2,11 %).
| 1793 | 1800 | 1806 | 1821 | 1831 | 1836 | 1841 | 1846 | 1851 |
| ---- | ---- | ---- | ---- | ---- | ---- | ---- | ---- | ---- |
| 212  | 252  | 221  | 260  | 316  | 304  | 299  | 310  | 304  |

| 1856 | 1861 | 1872 | 1876 | 1881 | 1886 | 1891 | 1896 | 1901 |
| ---- | ---- | ---- | ---- | ---- | ---- | ---- | ---- | ---- |
| 292  | 284  | 255  | 240  | 220  | 225  | 205  | 211  | 209  |

| 1906 | 1911 | 1921 | 1926 | 1931 | 1936 | 1946 | 1954 | 1962 |
| ---- | ---- | ---- | ---- | ---- | ---- | ---- | ---- | ---- |
| 202  | 190  | 148  | 161  | 147  | 141  | 159  | 137  | 125  |

| 1968 | 1975 | 1982 | 1990 | 1999 | 2005 | 2006 | 2010 | 2015 |
| ---- | ---- | ---- | ---- | ---- | ---- | ---- | ---- | ---- |
| 100  | 91   | 80   | 90   | 91   | 117  | 121  | 116  | 115  |

| 2020 | 2022 | - | - | - | - | - | - | - |
| ---- | ---- | - | - | - | - | - | - | - |
| 116  | 113  | - | - | - | - | - | - | - |

## Culture locale et patrimoine

### Lieux et monuments

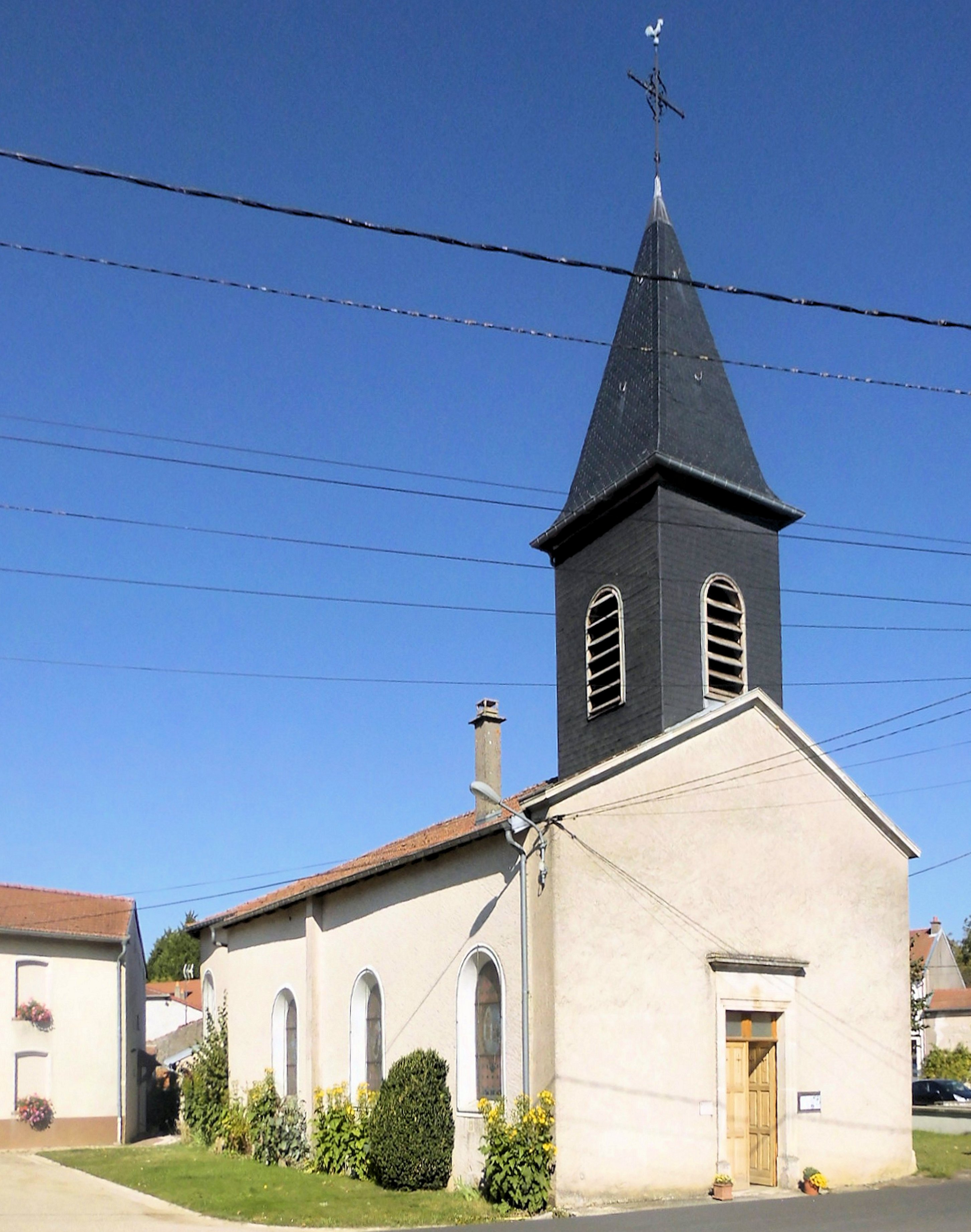
L'église Saint-Thiébaud.

- Église paroissiale Saint-Thiébaud bâtie par F. Florentin, curé de 1743 à 1763, aux frais de Simon Claudel, curé de 1711 à 1742, et bénite le 1er juillet 1745 par le sieur Robert, curé de Diarville, commis par l'évêque de Toul. Une flèche carrée a remplacé un bulbe polygonal surmonté d'une petite flèche vers 1950.
- Chapelle Notre-Dame-de-Sion dite chapelle de Villars. En 1793, la statue de Notre Dame de Sion fut cachée dans les caves du monastère, puis transportée chez une femme pieuse de Saxon où trois délégués du comité révolutionnaire s'en emparèrent et décidèrent de la transporter à Vézelise. En fait, la statue fut brisée dans le bois de Villars. Ses débris furent par la suite l'objet d'une dévotion particulière ; le bois de Villars devint un lieu de pèlerinage et on y érigea d'abord une croix, puis en 1842, la famille Contal, de Vézelise, acheta le bois et éleva l'actuelle chapelle ; on déposa dans un médaillon un morceau du coude et de l'avant bras de l'Enfant Jésus, ainsi qu'une main.
- Trois croix de chemin.
- Un camembert nommé La colline inspirée a été fabriqué à Chaouilley, pour la fromagerie Garland de Nancy. On peut l'apercevoir sur une affiche du Comité régional du tourisme de Lorraine. Sa boîte représente la colline de Sion et la place Stanislas (la mention Chaouilley y est bien présente).
- Des gisements de pétrole ont été exploités entre 1978 et 1992[24]. Des tentatives pour réexporter ce gisement ont eu lieu à plusieurs reprises comme en 2015[25].

### Héraldique, logotype et devise
| Blason de Chaouilley | Blason  | Burelé d'argent et de sable, à trois cailloux de gueules brochants. |
| Blason de Chaouilley | Détails | Le statut officiel du blason reste à déterminer.                    |